# 方斑南鰍
方斑南鰍（學名：Schistura ephelis）為輻鰭魚綱鯉形目條鰍科南鰍屬的其中一種。分布於亞洲寮國Nam San河流域，本魚體延長，具觸鬚3對，上嘴唇中央無凹槽，下唇具有一個中央的切口，側線完整，尾鰭邊緣微凹，頭部具有深色蟲紋，頰部有斑點，體色土黃色，體側具6-12條褐色橫帶,橫帶相連或分叉，尾鰭基部有一黑色橫帶，魚鰭黃橙色，體長可達8.2公分，棲息在河川底層水域，生活習性不明。

## 扩展阅读
維基物種上的相關：方斑南鰍